# Constantin Philipsen
Lauritz Carl Constantin Philipsen (* 1. Dezember 1859 in Kopenhagen; † 23. August 1925 ebenda) war ein dänischer Kinobetreiber, Filmproduzent und Filmregisseur. Der von seinem Sohn Preben Philipsen mitgegründete Constantin Filmverleih ist nach ihm benannt.

## Leben
Philipsen war Sohn des Fotografen Emilius Ludvig Philipsen (1834–1896) und der Frederikke Sophie Petersen (1847–1909). Er absolvierte zunächst die gleiche Ausbildung wie sein Vater. Danach wirkte er am Theater in Kopenhagen. Ab 1880 bereiste er die Vereinigten Staaten. Nach seiner Rückkehr nach Kopenhagen arbeitete er überwiegend als Theaterfotograf. 1897 gründete er in Kopenhagen die dänische Rialto Film, deren einstige Tochtergesellschaft das heutige deutsche Unternehmen ist. Im September 1904 etablierte Philipsen mit dem Kosmorama in Kopenhagen das erste Kino, welches täglich Filme zeigte. Später folgten zahlreiche weitere Kinos in anderen dänischen Städten. 1912 eröffnete er im leerstehenden Gebäude des ehemaligen Kopenhagener Hauptbahnhofs das Palads Teatret, welches zum Zeitpunkt der Eröffnung das größte Kino in Nordeuropa war.
Er produzierte diverse Filme, für die er zum Teil auch als Regisseur oder hinter der Kamera agierte.
Aus seiner Ehe mit Marie Helene Philipsen (geborene Elster; 1882–1954) ging der Sohn Preben Philipsen hervor.